# Oxicinkofen
Az oxicinkofen (INN: oxycinchophen különböző reumatikus betegségek elleni gyógyszer, melyet mellékhatásai miatt manapság már nem használnak.

## Fizikai/kémiai tulajdonságok
Apró mélysárga kristály. Oldódik ecetsavban, lúgokban, forró alkoholban, benzolban. Kevéssé oldódik vízben és éterben.

## Készítmények
A nemzetközi gyógyszerkereskedelemben:
- Chinoxone
- Fenidrone
- Magnofenyl
- Magnophenyl
- Oxinofen
- Reumartril
- Sintofene

Magyarországon nincs forgalomban.